# ناميبيا في الألعاب الأولمبية
ناميبيا في الألعاب الأولمبية  تقوم اللجنة الأولمبية الوطنية الناميبية بالإشراف في شؤون مشاركة ناميبيا في الألعاب الأولمبية، شاركت ناميبيا أول مرة في الألعاب الأولمبية في دورة 1992 في برشلونة في إسبانيا بعد إستقلالها عن جنوب أفريقيا في سنة 1990، تمكنت ناميبيا من الفوز ب4 ميداليات فضية كانت عن طريق فرانكي فريدريكس في سباق 100 متر في ألعاب القوى.